# کبوتر (پیکاسو)
کبوتر (به انگلیسی: Dove) (به فرانسوی: La Colombe) یک چاپ سنگی روی کاغذ است که توسط پابلو پیکاسو در سال ۱۹۴۹ در نسخه ۵۰+۵ خلق شد. این نگاره یک کبوتر سفید را در زمینه سیاه نشان می‌دهد که به‌طور گسترده به عنوان نماد صلح مشهور شد. در سال ۱۹۴۹ اولین بار از این تصویر برای نشان دادن پوستری در کنگره صلح پاریس استفاده شد که از آن زمان به بعد به عنوان یک شاهکار شناخته می‌شود. یک نمونه از کبوتر در مجموعه گالری تیت و موزه هنر مدرن قرار دارد.

## پیشینه
تا قبل از جنگ داخلی اسپانیا، پیکاسو عمدتاً سیاست‌گریز بود به طوری که فروشنده آثار هنری او دانیل هنری کانویلر گفته بود او «غیرسیاسی‌ترین مردی» بوده که تا به حال شناخته‌است. با این حال، جنگ داخلی اسپانیا تأثیر عمیقی بر دیدگاه پیکاسو گذاشت و باعث شد که او بیشتر به سیاست توجه کند، که در نهایت منجر به نقاشی او از گرنیکا در سال ۱۹۳۷ شد. پس از نقاشی این شاهکار پیکاسو به نمادی از ضدفاشیسم تبدیل شد. در پایان جنگ جهانی دوم، پیکاسو با انگیزه‌های بشردوستانه به حزب کمونیست پیوست ولی بعدها علاقه اش به امور سیاسی کمونیستی سرد شد. بین سالهای ۱۹۴۸ و ۱۹۵۱، او در چندین کنگره جهانی صلح شرکت کرد. هنگامی که از پیکاسو خواسته شد در کنگره صلح ۱۹۵۰ در شفیلد سخنرانی کند، او گفت: «من از زندگی در برابر مرگ دفاع می‌کنم؛ من از صلح در برابر جنگ دفاع می‌کنم.»

## توصیف

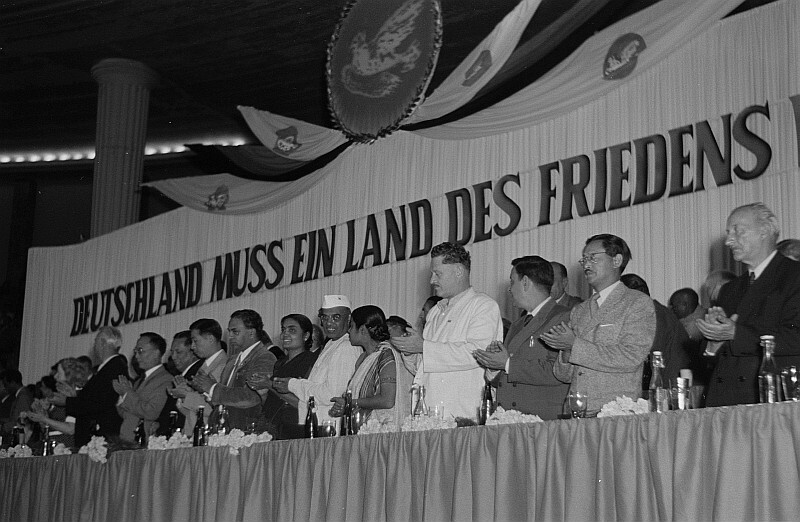
شورای جهانی صلح در برلین شرقی در ۱ ژوئیه ۱۹۵۲ که کبوتر پیکاسو را بالای صحنه نشان می‌دهد، بنری که روی آن نوشته شده بود «آلمان باید سرزمین صلح باشد».

در ۹ ژانویه ۱۹۴۹، پیکاسو کبوتر که یک لیتوگرافی سیاه و سفید بود را در استودیوی چاپگر فرناند مورلو در پاریس خلق کرد. تصویر کبوتر سفید ساده و در عین حال قابل توجه است و با استفاده از شستشوی جوهر لیتوگرافی ایجاد شده‌است.
کبوتری که در سنگ نگاره به تصویر کشیده شده در واقع یک کبوتر میلانی بود که از طرف دوست و هنرمند همکارش آنری ماتیس به پیکاسو هدیه داده شده بود.
از سنگ نگاره کبوتر پیکاسو برای به تصویر کشیدن پوستر کنگره صلح پاریس در سال ۱۹۴۹ استفاده شد. یکی از حامیان حزب کمونیست فرانسه به نام لوئی آراگون که از استودیوی پیکاسو بازدید کرد، این تصویر را انتخاب کرد و بعد از آن کبوتر نماد صلح و همچنین کمونیسم جهانی شد. یک روز قبل از گشایش کنگره صلح در ۲۰ آوریل ۱۹۴۹، شریک پیکاسو، فرانسوا ژیلو، چهارمین فرزند خود را به دنیا آورد که به نام پالوما، کلمه اسپانیایی کبوتر، نام داشت.

## اهمیت و میراث

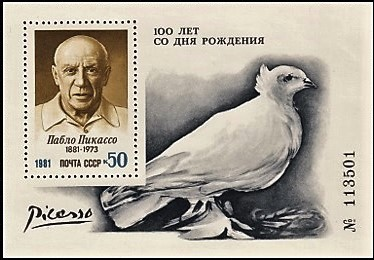
چاپ سنگی پیکاسو بر روی تمبر شوروی از سال ۱۹۸۱

تصاویر پیکاسو از کبوتر به پدیده ای در سراسر جهان تبدیل شد. بین سال ۱۹۴۹ و مرگ این هنرمند، او آثار متعددی از جمله پوستر، چاپ و طراحی خلق کرد که کبوتر صلح را به تصویر می‌کشید. تغییرات تصویر برای کنگره‌های صلح در وروتسواف، استکهلم، شفیلد، وین، رم و مسکو استفاده شد. تصاویر کبوتر توسط جنبش صلح در سراسر جهان توزیع شد و شتاب جدیدی برای شهرت این هنرمند ایجاد کرد.
برای پیکاسو، کبوتر هم یک نماد سیاسی مهم و هم یک نماد شخصی بود. کبوتر یک یادگاری از پدر نقاشش بود که به پیکاسو مهارت‌های اولیه هنر را آموخته بود. او در دهه ۱۸۸۰ در خانه دوران کودکی پیکاسو در مالاگا کبوتر کشیده بود. بعدها در زندگی، زمانی که پیکاسو در سال ۱۹۵۵ به کن در جنوب فرانسه نقل مکان کرد، یک کبوترخانه ساخت که به او اجازه داد کبوترهای ساکن را مشاهده و به تصویر بکشد. در سال ۱۹۵۷، پیکاسو استودیو (کبوترها. ولازکوئز) را نقاشی کرد که پنجره ای باز را به تصویر کشید که توسط کبوترها احاطه شده بود. این یکی از چندین نقاشی بود که او به سبک ماتیس برای ادای احترام به دوستش و کبوترهایش خلق کرد.